# Sidima murayamai
Sidima murayamai är en fjärilsart som beskrevs av John Nevill Eliot och Kawazoé 1983. Sidima murayamai ingår i släktet Sidima och familjen juvelvingar. Inga underarter finns listade i Catalogue of Life.